# Мирошников, Иван Иванович (поэт)
Иван Иванович Мирошников (21 сентября 1931 — 2 ноября 1989) — советский поэт, песенник. Член Союза писателей СССР с 1973 года. Писал на русском языке.

## Биография
Иван Мирошников родился 21 сентября 1931 года в станице Шумилинской Верхнедонской район Ростовская область, в семье служащего.
В 1963 году окончил Харьковское высшее военное авиационное инженерное училище. Работал военным представителем на предприятии, которое производило системы управления ракет и космических аппаратов. Участвовал в запусках на космодроме Байконур (КазССР), которые воспевал в своих стихах. Майор-инженер, ветеран космодрома Байконур, награждён медалями.
Дебютировал в 1950 году стихами в газете «Боевое знамя» Северо-Кавказского военного округа. С тех пор печатался в газетах «Ленинское знамя», «Камчатская правда», «Советский Сахалин», «Красная звезда», журнале «Советский воин». Его герои — люди космоса, которых он знал лично. Писал об их работе. В своих лучших стихах, наполненных патриотическими мотивами, поэт достигает выразительности, умения сдержанно и одновременно ярко показать дух эпохи, её быстрый рост. Ряд стихов Мирошникова («Огнекрылое племя», «К звёздам», «Ветераны космодрома», «Тюльпаны Байконура» и др.) положили на музыку композиторы А. Броневицкий, О. Мамонтов, Б. Михайловский, А. Пахмутова. Отдельные стихи переводились на украинский, болгарский, чешский языки. В 1991 году фирма «Мелодия» выпустила диск с его песнями и стихами.

## Работы
- «Ветер дальних дорог» (1961),
- «В краю космонавтов» (1964),
- «И совесть и любовь моя» (1970),
- «Пахари вселенной» (1975),
- «Тюльпаны Байконура» (1978),
- «Огнекрылое племя» (1981),
- «Звёздный причал» (1982),
- «Ветка полыни» (1989).